# BL Lacertae
BL Lacertae (eller BL Lac) är en högst variabel aktiv galax, belägen i stjärnbilden Ödlan (Lacerta). Från början trodde man att BL Lacertae var en variabel stjärna i vår egen galax och därför fick den en beteckning som en variabel stjärna 1941. År 1968 identifierade man "stjärnan" på Palomar Observatory, USA, som en ljus variabel radiokälla med svaga spår av en medhörande galax. År 1973 räknade astronomer ut att galaxen färdades i en hastighet på 20 000 km/s ifrån Vintergatan. 
Blazarobjekt som liknar BL Lacertae har nu beteckningen "BL Lacertae-objekt".
BL Lacertaes skenbar magnitud varierar mellan +14 och +17.